# 실종 (2003년 영화)
《실종》(영어: The Missing)은 미국에서 제작된 론 하워드 감독의 2003년 서부 영화이다. 토미 리 존스, 케이트 블란쳇 등이 출연하였고, 브라이언 그레이저 등이 제작에 참여하였다.

## 줄거리
1885년 뉴멕시코 준주. 수십 년 전 아내와 딸을 버리고 떠났던 새뮤얼이 성인이 된 딸 매기를 찾아온다. 새뮤얼 때문에 어머니가 요절했다고 여기는 매기는 새뮤얼을 거부한다.
곧 부족에서 이탈한 아파치족 악한인 일명 엘 브루호가 정착민들을 습격하여 매기의 목장주 남자친구 브레이크 등을 죽이고 매기의 장녀 릴리를 비롯한 젊은 여성들을 멕시코에 성노예로 팔 목적으로 납치한다.
매기는 릴리를 구하기 위해 새뮤얼과 함께 막내딸 돗을 데리고 붙잡힌 여성들을 찾아나선다.

## 출연
- 토미 리 존스 - 새뮤얼 존스 역
- 케이트 블란쳇 - 매그덜레이나 "매기" 길커슨 역
- 에번 레이철 우드 - 릴리 길커슨 역
- 제나 보이드 - 돗 길커슨 역
- 에런 엑하트 - 브레이크 볼드윈 역
- 밸 킬머 - 짐 두샴 중위 역
- 세르히오 칼데론 - 에밀리아노 역
- 에릭 슈웨이그 - 페시치딘 "엘 브루호" 역
- 엘리자베스 모스 - 앤 역
- 스티브 리비스 - 투 스톤 역
- 제이 태브레이 - 카이타 역
- 사이먼 베이커 - 호네스코 역
- 클린트 하워드 - 퍼디 보안관 역
- 레이 매키넌 - 러셀 J. 위틱 역
- 맥스 펄리치 - 아이작 에절리 역

## 기타 제작진
- 공동 제작: 토머스 에드슨
- 협력 제작: 앨드릭 라울리 포터, 루이자 빌리스, 캐슬린 맥길
- 배역: 제인 젱킨스, 재닛 허션슨
- 미술: 가이 반스
- 의상: 줄리 와이스